# Affensteine
Affensteine jsou podlouhlá, vysoce rozpukaná skalní skupina v Děčínské vrchovině, která se nachází východně od města Bad Schandau v Saském Švýcarsku. Na severu jsou ohraničeny Křinickým údolím, na jihu údolím Labe a na východě kopci Großer Winterberg a Kleiner Winterberg. Nejvyšším bodem skalní skupiny je 458 m vysoká vyhlídka, pojmenovaná po poslední saské královně Karole Vasa-Holstein-Gottorpské Carolafelsen. Nachází se na území Národního parku Saské Švýcarsko.

## Turistika
Affensteine jsou navštěvovaným turistickým cílem, horní část Affensteinpromenade umožňuje výhled na Labské pískovce s malými výškovými rozdíly. Přístup ke skalní skupině Affensteine je možný po turistických stezkách jak z Křinického údolí od Lichtenhainského vodopádu, tak od Schrammsteine či případně od vesnice Schmilka.